# ريان ماي
ريان ماي (1 نوفمبر 1997 ببلجيكا - ) هو لاعب كرة قدم مغربي في مركز الهجوم. يلعب مع نادي فيرينتسفاروشي المجري، و مع المنتخب المغربي.

## مسيرته الكروية
لعب ريان ماي خلال مسيرته الاحترافية مع 4 أندية في ستة مواسم وسجل خلالها 7 أهداف ضمن 60 مباراة. حيث فاز في موسم واحد بالكأس ولم يفز بأي دوري.
خاض ريان ماي مسيرته مع نادي ستاندارد لييج في موسم 2014–15 واستمر معه طيلة ثلاثة مواسم، مشاركًا في 13 مباراة سجل خلالها هدفًا واحدًا. ثم انتقل إلى نادي فاسلاند بيفيرين في موسم 2017–18 لمدة موسم واحد، حيث شارك في 18 مباراة سجل خلالها هدفًا واحدًا أيضًا. لينتقل بعدها إلى نادي آرهوس جمناستيك فورينينغ في موسم 2018–19 لمدة موسم واحد، مشاركًا في 9 مباريات ولم يسجل أي هدف. ثم انتقل إلى نادي أيل ليماسول في موسم 2019–20 لمدة موسم واحد، مشاركًا في 20 مباراة سجل خلالها 5 أهداف.

## الإنجازات
ستاندارد لييج
- كأس بلجيكا : 2016

 فيرينتسفاروشي
- الدوري المجري : 2022
- كأس المجر : 2022

## وصلات خارجية
- ريان ماي على موقع الاتحاد البلجيكي (الإنجليزية)
- ريان ماي على موقع قاعدة بيانات كرة القدم.إي يو (الإنجليزية)
- ريان ماي على موقع ليكيب (الفرنسية)
- ريان ماي على موقع ناشيونال فوتبول تيمز (الإنجليزية)
- ريان ماي على موقع Soccerway.com (الإنجليزية)
- ريان ماي على موقع عالم كرة القدم.نت (الإنجليزية)
- ريان ماي على موقع AS.com (الإسبانية)